# ITunes Festival: London 2011
iTunes Festival: London 2011 – EP Adele, wydany 13 lipca 2011 roku przez wydawnictwo muzyczne XL Recordings. Minialbum zawiera 6 kompozycji wokalistki. EP została nagrana podczas iTunes Festival w Londynie. Minialbum dotarł do 50. pozycji na liście przebojów Billboard 200, 74. miejsca na UK Albums Chart oraz do 112. pozycji na Syndicat national de l’édition phonographique.

## Lista utworów
Opracowano na podstawie materiału źródłowego.
1. „One and Only” – 5:43
2. „Don’t You Remember” – 4:13
3. „Rumour Has It” – 4:13
4. „Take It All” – 4:02
5. „I Can’t Make You Love Me” – 3:34
6. „Rolling in the Deep” – 5:21